# 吴村古墓
吴村古墓，位于中国河北省邢台市吴村，为邢台市南和县的一个省级文物保护单位，类型为古墓葬，公布时间为1982年7月23日。
吴村古墓的历史年代为汉代。